# Världsmästerskapen i nordisk skidsport 1934
Världsmästerskapen i nordisk skidsport 1934 ägde rum i Sollefteå i Sverige mellan den 20 och 25 februari 1934.

## Längdåkning herrar

### 18 kilometer
22 februari 1934
| Medalj | Tävlande                    | Tid     |
| Guld   | Sulo Nurmela, Finland       | 1:04.29 |
| Silver | Veli Saarinen, Finland      | 1:05.35 |
| Brons  | Martti Lappalainen, Finland | 1:06.08 |

### 50 kilometer
24 februari 1934
| Medalj | Tävlande                   | Tid     |
| Guld   | Elis Wiklund, Sverige      | 4:06.43 |
| Silver | Nils-Joel Englund, Sverige | 4:07.41 |
| Brons  | Olli Remes, Finland        | 4:08.05 |

### 4 × 10 kilometer stafett
12 februari 1934
| Medalj | Lag                                                                                | Tid     |
| ------ | ---------------------------------------------------------------------------------- | ------- |
| Guld   | Finland (Sulo Nurmela, Klaes Karppinen, Martti Lappalainen, Veli Saarinen)         | 2:40:28 |
| Silver | Tyskland (Walter Motz, Josef Schreiner, Willy Bogner, Herbert Leupold)             | 2:51.23 |
| Brons  | Sverige (Allan Karlsson, Lars Theodor Jonsson, Nils-Joel Englund, Arthur Häggblad) | 2:53.07 |

Tysklands silvermedalj var landets första vid VM i nordisk skidsport. I striden om silvermedaljen svängde Sveriges Arthur Häggblad och Norges Oddbjørn Hagen in på ett felaktigt spår under sista etappen och förlorade omkring 10 minuter. De passerades båda av Tyskland, och Sveriges Arthur Häggblad slog Norges Oddbjørn Hagen på mållinjen i kampen om bronsmedaljerna.

## Nordisk kombination, herrar

### Individuellt (backhoppning + 18 kilometer längdskidåkning)
20 februari 1934
| Medalj | Tävlande                | Poäng  |
| Guld   | Oddbjørn Hagen, Norge   | 441,90 |
| Silver | Sverre Kolterud, Norge  | 427,50 |
| Brons  | Hans Vinjarengen, Norge | 416,70 |

## Backhoppning, herrar

### Stora backen
20 februari 1934
| Medalj | Tävlande                  | Poäng |
| Guld   | Kristian Johansson, Norge | 228,5 |
| Silver | Arne Hovde, Norge         | 225,0 |
| Brons  | Sven Eriksson, Sverige    | 223,1 |

## Medaljligan
| Pl. | Nation   | Guld | Silver | Brons | Totalt |
| --- | -------- | ---- | ------ | ----- | ------ |
| 1   | Norge    | 2    | 2      | 1     | 5      |
| 2   | Finland  | 2    | 1      | 2     | 5      |
| 3   | Sverige  | 1    | 1      | 2     | 4      |
| 4   | Tyskland | 0    | 1      | 0     | 1      |